# Leichtathletik-Länderkämpfe mit bundesdeutscher Beteiligung 1977
| Leichtathletik-Länderkämpfe mit bundesdeutscher Beteiligung 1977    | Leichtathletik-Länderkämpfe mit bundesdeutscher Beteiligung 1977 | Leichtathletik-Länderkämpfe mit bundesdeutscher Beteiligung 1977 | Leichtathletik-Länderkämpfe mit bundesdeutscher Beteiligung 1977 |
| ------------------------------------------------------------------- | ---------------------------------------------------------------- | ---------------------------------------------------------------- | ---------------------------------------------------------------- |
|                                                                     |                                                                  |                                                                  |                                                                  |
| 1. Länderkampf 1977, Geher (Frauen): FRA – FRG                      |                                                                  |                                                                  |                                                                  |
| Bourg-en-Bresse 28. Mai 1977                                        | Bourg-en-Bresse 28. Mai 1977                                     | 1. FRA 2. FRG                                                    | 13 P 9 P                                                         |
| 2. Länderkampf 1977, Geher (Männer): FRA – FRG                      |                                                                  |                                                                  |                                                                  |
| Bourg-en-Bresse 29. Mai 1977                                        | Bourg-en-Bresse 29. Mai 1977                                     | 1. FRG 2. FRA                                                    | 27 P 17 P                                                        |
| 3. Länderkampf 1977, Straßenlauf (Männer): NLD – FRG – SUI          |                                                                  |                                                                  |                                                                  |
| Beek 4. Juni 1977                                                   | Beek 4. Juni 1977                                                | 1. FRG 2. SUI 3. NLD                                             | 8:03:11,9 h 8:15:31,1 h 8:25:21,7 h                              |
| 4. Länderkampf 1977, Männer: URS – FRG                              |                                                                  |                                                                  |                                                                  |
| Sotschi 4./5. Juni 1977                                             | Sotschi 4./5. Juni 1977                                          | 1. URS 2. FRG                                                    | 129 P 95 P                                                       |
| 5. Länderkampf 1977, Frauen: URS – FRG                              |                                                                  |                                                                  |                                                                  |
| Sotschi 4./5. Juni 1977                                             | Sotschi 4./5. Juni 1977                                          | 1. URS 2. FRG                                                    | 91 P 55 P                                                        |
| 6. Länderkampf 1977, Marathon (Männer): ITA – FRG – FRA – ESP – CSK |                                                                  |                                                                  |                                                                  |
| Reggio nell’Emilia 12. Juni 1977                                    | Reggio nell’Emilia 12. Juni 1977                                 | 1. ITA 2. FRA 3. CSK 4. FRG 5. ESP                               | Pzf. 66 Pzf. 78 Pzf. 81 Pzf. 117 Pzf. 120                        |
| 7. Länderkampf 1977, Zehnkampf (Männer): FRG – URS                  |                                                                  |                                                                  |                                                                  |
| Bernhausen 18./19. Juni 1977                                        | Bernhausen 18./19. Juni 1977                                     | 1. FRG 2. URS                                                    | 54.277 P 53.968 P                                                |
| 8. Länderkampf 1977, Fünfkampf (Frauen): FRG – URS                  |                                                                  |                                                                  |                                                                  |
| Bernhausen 18./19. Juni 1977                                        | Bernhausen 18./19. Juni 1977                                     | 1. URS 2. FRG                                                    | 17.770 P 17.394 P                                                |
| 9. Länderkampf 1977, Geher (Frauen): DNK – FRG                      |                                                                  |                                                                  |                                                                  |
| Omme 25. Juni 1977                                                  | Omme 25. Juni 1977                                               | 1. DNK 2. FRG                                                    | 19 P 18 P                                                        |
| 10. Länderkampf 1977, Männer: FRG – USA                             |                                                                  |                                                                  |                                                                  |
| Gelsenkirchen 25./26. Juni 1977                                     | Gelsenkirchen 25./26. Juni 1977                                  | 1. USA 2. FRG                                                    | 118 P 104 P                                                      |
| 11. Länderkampf 1977, Frauen: FRG – USA                             |                                                                  |                                                                  |                                                                  |
| Gelsenkirchen 25./26. Juni 1977                                     | Gelsenkirchen 25./26. Juni 1977                                  | 1. FRG 2. USA                                                    | 84 P 61 P                                                        |
| 12. Länderkampf 1977, Geher (Männer): SWE – FRG – HUN               |                                                                  |                                                                  |                                                                  |
| Äppelbo 2. Juli 1977                                                | Äppelbo 2. Juli 1977                                             | 1. HUN 2. FRG 2. SWE                                             | 36 P 28 P                                                        |
| 13. Länderkampf 1977, Geher (Frauen): SWE – FRG                     |                                                                  |                                                                  |                                                                  |
| Äppelbo 2. Juli 1977                                                | Äppelbo 2. Juli 1977                                             | 1. SWE 2. FRG                                                    | 16 P 6 P                                                         |
| 14. Länderkampf 1977, Männer: FRG – BEL – NLD                       |                                                                  |                                                                  |                                                                  |
| Bamberg 27. August 1977                                             | Bamberg 27. August 1977                                          | 1. BEL 2. FRG 3. NLD                                             | 170 P 167 P 83 P                                                 |
| 15. Länderkampf 1977, Männer: GBR – FRG                             |                                                                  |                                                                  |                                                                  |
| London 28./29. August 1977                                          | London 28./29. August 1977                                       | 1. GBR 2. FRG                                                    | 125 P 86 P                                                       |
| 16. Länderkampf 1977, Männer: GBR – FRG                             |                                                                  |                                                                  |                                                                  |
| London 28./29. August 1977                                          | London 28./29. August 1977                                       | 1. GBR 2. FRG                                                    | 94 P 63 P                                                        |
| Chronik                                                             |                                                                  |                                                                  |                                                                  |
| ← Länderkämpfe 1976                                                 | ← Länderkämpfe 1976                                              | Länderkämpfe 1978 →                                              | Länderkämpfe 1978 →                                              |

Im Jahr 1977 wurden sechzehn Leichtathletikländerkämpfe mit bundesdeutscher Beteiligung in sechzehn Veranstaltungen ausgetragen. Das waren zwei mehr als im Vorjahr. Die größte Anzahl von 27 Begegnungen hatte es 1974 gegeben.
Nicht berücksichtigt sind der sogenannte „Lugano-Cup“, ein Weltcup der Geher unter dem Dach des Weltleichtathletikverbands (früher: IAAF), sowie der ab 1965 unter Regie des Europäischen Leichtathletikverbands durchgeführte Leichtathletik-Europacup. Hier handelt es sich um Veranstaltungen, die als eigene Wettbewerbe ähnlich wie auch der Leichtathletik-Continentalcup (ab 1977) und der Geher-Europacup (ab 1996) außerhalb der üblichen Länderkämpfe durchgeführt wurden.
Aufgeführt sind hier die Länderkämpfe bundesdeutscher Leichtathleten. Die Sportler der DDR führten nach der deutschen Teilung im Jahr 1949 eigene Veranstaltungen durch.
Sieben der Vergleiche in dieser Saison bestanden aus dem allgemeinen leichtathletischen Programm. In den anderen neun Begegnungen standen die Wettbewerbsbereiche Mehrkampf, Gehen, Straßenlauf und Marathonlauf auf dem Programm. Die Frauen bestritten sieben, die Männer neun Vergleiche.
Von den Frauenbegegnungen fanden drei im Gehen und eine im Fünfkampf statt, die anderen drei als Veranstaltungen allgemeiner leichtathletischer Disziplinen.
Zwei der Männerbegegnungen wurden von den Gehern bestritten sowie je einer von den Zehnkämpfern, Straßen- und Marathonläufern. Die restlichen vier Aufeinandertreffen der Männer waren Wettkämpfe mit den allgemeinen leichtathletischen Disziplinen.

## Saisonhöhepunkt
In dieser Saison gab es für die Leichtathletik zwei internationale Höhepunkte. Am 13./14. August wurde in Helsinki der Europacup ausgetragen und vom 2. bis 4. September fand in Düsseldorf der erste Weltcup statt. Im Europacup schnitten die bundesdeutschen Leichtathleten wieder besser ab als zuletzt. Die Frauen belegten hinter der DDR und der Sowjetunion den dritten Platz, die Männer kamen hinter der DDR auf Rang zwei, womit sie sich für die Teilnahme am Weltcup mit einer eigenen Mannschaft qualifizierten, was den Frauen nicht gelang. Am Weltcup waren nur insgesamt zwei bundesdeutsche Vertreterinnen als Mitglieder des überraschend siegreichen Teams Europa in den Staffeln beteiligt. Die Männer belegten im Weltcup nur geschlagen von der DDR und den USA Rang drei vor allen Kontinentalmannschaften, darunter auch dem viertplatzierten Team Europa.

## Bilanz
In der Saison 1977 gab es für die bundesdeutschen Männer in ihren neun Länderkämpfen sechs Niederlagen:
- Leichtathletik-Länderkampf gegen die Sowjetunion am 4./5. Juni in Sotschi
- Marathonlauf-Länderkampf gegen Italien, Frankreich, Spanien und die Tschechoslowakei am 12. Juni im italienischen Reggio nell’Emilia (Platz vier hinter Italien, Frankreich und der Tschechoslowakei)
- Leichtathletik-Länderkampf gegen die USA am 25./26. Juni in Gelsenkirchen
- Geher-Länderkampf gegen Schweden und Ungarn am 2. Juli im schwedischen Äppelbo (gemeinsam mit Schweden auf Platz zwei hinter Ungarn)
- Leichtathletik-Länderkampf gegen Belgien und die Niederlande am 27. August in Bamberg (Platz zwei hinter Belgien)
- Leichtathletik-Länderkampf gegen Großbritannien am 28./29. August in London

Die weiteren drei Männerbegegnungen entschieden die bundesdeutschen Athleten für sich.
Damit wiesen die Männer zum zweiten Mal hintereinander in ihrer Länderkampfgeschichte seit 1921 eine negative Jahresbilanz auf. Alle vier Vergleiche mit dem allgemeinen leichtathletischen Programm gingen verloren, darüber hinaus die Begegnung im Marathonlauf sowie eines der Aufeinandertreffen der Geher. Die drei Siege resultierten aus den Begegnungen im Zehnkampf und Straßenlauf sowie dem anderen Gehervergleich. Sehr positiv fiel der Sieg der Zehnkämpfer gegen das Team aus der Sowjetunion auf, gegen das es zuletzt 1966 einen bundesdeutschen Erfolg gegeben hatte. Am Ende der Saison hatte die bundesdeutsche Mannschaft in ihren nun insgesamt 336 Vergleichen 252 Siege und drei Unentschieden erzielt sowie 81 Niederlagen erlitten.
Die Frauen mussten in ihren sieben Länderkämpfen sechs Niederlagen hinnehmen.
- Geher-Länderkampf gegen Frankreich am 28. Mai im französischen Bourg-en-Bresse
- Leichtathletik-Länderkampf gegen die Sowjetunion am 4./5. Juni in Sotschi
- Fünfkampf-Länderkampf gegen die Sowjetunion am 18./19. Juni in Bernhausen
- Geher-Länderkampf gegen Dänemark am 25. Juni in Omme
- Geher-Länderkampf gegen Schweden am 2. Juli in Äppelbo
- Leichtathletik-Länderkampf gegen Großbritannien am 28./29. August in London

Einzig den Leichtathletik-Länderkampf gegen die USA konnten die bundesdeutschen Athletinnen für sich entscheiden und wiesen damit wie ihre männlichen Kollegen eine negative Jahresbilanz auf – allerdings nicht zum ersten Mal in ihrer Länderkampfgeschichte seit 1928.
Damit hatten die deutschen Frauen seit 1928 in nun 127 Aufeinandertreffen jetzt insgesamt 89 Siege errungen, ein Unentschieden erzielt und 37 Niederlagen hinnehmen müssen.
In der Gesamtsumme aller ihrer Länderkämpfe hatten die deutschen Leichtathleten von 463 Vergleichen 341 gewonnen, 118 verloren und vier Unentschieden erzielt. Achtzehn der Niederlagen stammten dabei aus sechzehn zweiten Plätzen, einem dritten sowie einem vierten Rang in Begegnungen mit mehr als zwei Nationen.

## Verschiedene Formen von Länderkämpfen
Es gab weiterhin sechs verschiedene Arten von Länderkämpfen:
1. Vergleiche mit einer Mischung von Disziplinen aus dem allgemeinen leichtathletischen Programm
Jede Nation war in der Regel mit zwei Athleten je Disziplin vertreten. Bei den Männern waren hier zwanzig Wettbewerbe zum Standard geworden. Aus dem olympischen Wettbewerbskatalog fehlten dabei in der Regel nur der Marathonlauf, die beiden Gehwettbewerbe und der Zehnkampf. Der Länderkampfdisziplinkatalog bei den Frauen hatte bis 1968 standardmäßig aus elf Disziplinen bestanden und war mit den damals bei Olympischen Spielen angebotenen Frauenwettbewerben identisch. Von 1969 an gab es hier Veränderungen: (1) Mit dem 1500-Meter-Lauf sowie der 4-mal-400-Meter-Staffel wurden zwei neue Wettbewerbe, die bei den Europameisterschaften 1969 in das Programm aufgenommen worden waren, mit in den Katalog der Frauenländerkämpfe integriert. Damit erhöhte sich die Zahl der Disziplinen auf dreizehn. (2) Der 80-Meter-Hürdenlauf war ab 1969 überall durch den 100-Meter-Hürdenlauf ersetzt worden. Das war auch bei den Länderkämpfen der Fall. Neu hinzu kam nun manchmal auch ein Rennen über 3000 Meter, eine Strecke, die erst 1984 olympisch wurde und dann in Angleichung an das Männerprogramm 1996 durch den 5000-Meter-Lauf abgelöst wurde. In seltenen Fällen gab es in Länderkämpfen sowohl bei den Frauen als auch bei den Männern Abweichungen vom Standard in Form von Hinzunahme oder Weglassen einzelner Disziplinen.
2. Vergleiche im Mehrkampf – bei den Frauen im Fünfkampf, bei den Männern im Zehnkampf
Die Zahl der Vertreter je Land war dabei nicht standardisiert. In der Regel wurden von den gestarteten Teilnehmern nicht alle gewertet. Bei vier Vertretern je Disziplin beispielsweise wurden meist die drei Besten gewertet.
3. Vergleiche der Geher
Diese Begegnungen wurden bei den Männern in Form von Straßengehen ausgetragen. Es kamen zwei Disziplinen zur Austragung, ein Wettkampf über 20 Kilometer und ein Wettkampf über eine längere Distanz, die manchmal über 35 und manchmal über 50 Kilometer führte.
Im letzten Jahr kam das Gehen auch für die Frauen ins Programm. Ausgetragen wurde dabei ein Wettbewerb über 5000 Meter, 1976 auf der Straße, 1977 auf der Bahn. Das Gehen für Frauen stand erst ganz am Anfang seiner Entwicklung, diese Sportart musste sich im Frauenbereich noch durchsetzen. Bei Olympischen Spielen gab es 1992 in Barcelona zum ersten Mal einen Geher-Frauenwettbewerb, bei Europameisterschaften war das 1986 in Stuttgart zum ersten Mal der Fall.
Bezüglich der Teilnehmerzahl je Land und Wettbewerb wurde verfahren wie in den Mehrkämpfen.
4. Vergleiche im Straßenlauf
Ausgetragen wurde ein Rennen über dreißig Kilometer. Auch hier wurde bezüglich der Teilnehmerzahl je Land verfahren wie in den Mehrkämpfen.
5. Vergleiche im Marathonlauf.
Bezüglich der Teilnehmerzahl je Land wurde hier ebenfalls verfahren wie in den Mehrkämpfen.
6. Vergleiche mit den alleinigen Disziplinen SprungWurf/Stoß.
In diesem Jahr wurde wie auch schon 1975 diese Form von Länderkampf nicht ausgetragen.

## Austragungsform und Wertungsmodus
In der Vergangenheit wurden Länderkämpfe mit dem allgemeinen leichtathletischen Programm in der Regel mit zwei Vertretern pro Land und Disziplin durchgeführt. In einigen Vergleichen wurden wie schon in den Jahren zuvor drei Teilnehmer je Land und Wettbewerb eingesetzt. Die Regeln zur Punktevergabe wurden dabei durchgängig so angewendet, dass der Letztplatzierte einen Punkt erhielt, die weiteren Athleten in den Platzierungen jeweils aufwärts bis hin zu Rang zwei einen Punkt mehr. Der Erstplatzierte bekam zwei Punkte mehr gutgeschrieben als der Athlet auf Platz zwei. Für Länderkämpfe mit zwei Vertretern je Land und Disziplin bedeutete das: Platz 1: 5 P, Pl. 2: 3 P, Pl. 3: 2 P, Pl. 4: 1 P. Bei drei Vertretern je Land und Disziplin ergab sich folgende Punktevergabe: Platz 1: 7 P, Pl. 2: 5 P, Pl. 3: 4 P, Pl. 4: 3 P, Pl. 5: 2 P, Pl. 6: 1 P. Für die Staffeln gab es durchgängig fünf zu zwei Punkte.
Die Regeln zur Punktevergabe wurden ohne Ausnahme nach diesem standardisierten Wertungssystem angewendet. In weiteren Begegnungen mussten aufgrund anderer Rahmenbedingungen – mehr als zwei Teilnehmer je Nation in der Wertung oder mehr als ein Gegnerland – andere Regeln zur Punktevergabe zur Anwendung kommen. In den Mehrkämpfen wurden die Begegnungen entweder wie in anderen Begegnungen über die Platzierungen oder die Addition der im Wettkampf erzielten Punkte gewertet. Ähnlich wurde in den Straßenlauf-Länderkämpfen verfahren. Dort wurde entweder über die Platzierungen oder über die Addition der erzielten Zeiten gewertet.

## Zahl der Länderkämpfe
In diesem Jahr gab es keine Veranstaltungen mehr, in denen drei Nationen antraten, die jedoch nicht gemeinsam wie in einem Dreiländerkampf, sondern getrennt in Länderkämpfen mit je zwei Nationen gewertet wurden. So war die Zahl der Länderkämpfe in diesem Jahr wie immer bis einschließlich 1972 wieder identisch mit der Zahl der Veranstaltungen.

## Geher-Länderkampf der Frauen gegen Frankreich
Den ersten Länderkampf einer Saison bestritten in diesem Jahr zum ersten Mal in der (bundes-)deutschen Länderkampfgeschichte die Frauen. Die Geherinnen traten dazu in ihrem erst zweiten Wettkampf bei Ländervergleichen überhaupt gegen Frankreich an. Gastgeber war am 28. Mai die französische Stadt Bourg-en-Bresse in der Auvergne. Mit neun zu dreizehn musste sich das bundesdeutsche Team den Französinnen geschlagen geben. Auch die männlichen Geherkollegen der beiden Länder trugen am nächsten Tag einen eigenen Vergleich am selben Ort aus.

## Geher-Länderkampf der Männer gegen Frankreich
Im zweiten Vergleich dieses Jahres traten die bundesdeutschen Geher gegen Frankreich an. Die Begegnung fand als Zweiländerkampf zum ersten Mal statt. Zuvor hatte es acht Aufeinandertreffen mit den französischen Gehern gegeben, an denen mit der Schweiz und zwei Mal auch zusätzlich mit Belgien weitere Nationen beteiligt waren. Alle vergangenen Wettkämpfe hatten die bundesdeutschen Vertreter für sich entschieden. Ausgetragen wurde die Veranstaltung am 29. Mai wie der Geher-Länderkampf der Frauen am Tag zuvor in Bourg-en-Bresse. Auch hier in der Auvergne behielt das bundesdeutsche Team wieder die Oberhand und gewann mit 27 zu siebzehn Punkten.

## Straßenlauf-Länderkampf der Männer gegen die Niederlande und die Schweiz
Im dritten Länderkampf des Jahres waren die Straßenläufer an der Reihe. Am 4. Juni wurde im niederländischen Beek der schon traditionelle Dreiervergleich zwischen der Bundesrepublik Deutschland, den Niederlanden und der Schweiz ausgetragen. Zum nun fünfzehnten Mal fand dieses Aufeinandertreffen als einziger Straßenlauf-Länderkampf des Jahres 1977 statt. In den ersten elf vorangegangenen Begegnungen hatten immer die bundesdeutschen Läufer vorne gelegen, doch 1974, 1975 und im Vorjahr hatte sich drei Mal in Folge das Team aus der Schweiz vor der bundesdeutschen Mannschaft durchgesetzt. Auch in diesem Jahr setzten die Schweizer Vertreter ihre Serie fort. In 8:03:11,9 Stunden lagen sie in der Gesamtabrechnung mit mehr als zwölf Minuten weit vor den wiederum zweitplatzierten bundesdeutschen Teilnehmern, die ihrerseits knapp zehn Minuten Vorsprung vor den Niederländern auf Rang drei hatten.

## Leichtathletik-Länderkampf der Männer gegen die Sowjetunion
Im vierten Vergleich der Saison 1977 gab es als ersten Länderkampf des Jahres mit dem allgemeinen leichtathletischen Programm das achte Aufeinandertreffen mit der Sowjetunion als eine der stärksten Leichtathletiknationen Europas. Ausgetragen wurden die Wettkämpfe am 4./5. Juni in der südrussischen Stadt Sotschi, wo im Vorjahr die Mehrkämpfer der beiden Länder Vergleiche durchgeführt hatten. Außer der ersten Begegnung 1958 in Augsburg hatte die UdSSR alle weiteren Vergleiche für sich entschieden. Auch diesmal gab es mit 95 zu 129 Punkten wieder eine deutliche Niederlage für die Bundesrepublik Deutschland. Gleichzeitig trafen sich am selben Ort auch die Frauen der beiden Nationen zu einem Länderkampf.

## Leichtathletik-Länderkampf der Frauen gegen die Sowjetunion
Der fünfte Saisonvergleich fand parallel zum Länderkampf der Männer am 4./5. Juni in Sotschi zwischen den Leichtathletinnen der Bundesrepublik Deutschland und der Sowjetunion statt. Die Bilanz der bundesdeutschen Frauen gegen diese Gegnerinnen lautete zwei zu fünf. Durch die erneute deutliche Niederlage mit diesmal 55 zu 91 Punkten verschlechterte sich diese Bilanz nach dem achten Aufeinandertreffen nun auf zwei zu sechs.

## Marathonlauf-Länderkampf der Männer gegen Italien, Frankreich, Spanien und die Tschechoslowakei
Im sechsten Vergleich kam es am 12. Juni zu einem weiteren Länderkampf im Marathonlauf der Männer der vier Nationen Italien, Bundesrepublik Deutschland, Frankreich und Tschechoslowakei. Zu diesem vierten Aufeinandertreffen kam als fünftes Land zum ersten Mal Spanien dazu. Die erste Begegnung 1974 hatte die Bundesrepublik für sich entschieden, die zweite war 1975 an die Tschechoslowakei gegangen, in der dritten im Vorjahr hatte sich Italien durchgesetzt. Die diesjährige Veranstaltung wurde am 12. Juni im italienischen Reggio nell’Emilia ausgetragen. Die Wertung führte hier zu einem erneuten Sieg der italienischen Vertreter, die mit Platzziffer 66 vorne lagen. Frankreich kam mit Platzziffer 78 vor der drittplatzierten Tschechoslowakei (Platzziffer 81) auf den zweiten Platz. Die Bundesrepublik Deutschland musste sich mit Platzziffer 117 diesmal mit Rang vier begnügen. Neuling Spanien (Platzziffer 120) wurde Fünfter und Letzter.

## Zehnkampf-Länderkampf der Männer gegen die Sowjetunion
Den siebten Länderkampf dieser Saison bestritten die Zehnkämpfer, die zum zehnten Mal auf die Sowjetunion trafen. Am 18./19. Juni wurde die Begegnung in Bernhausen. Stadtteil des schwäbischen Orts Filderstadt, ausgetragen. Die Zwischenbilanz lautete sieben zu zwei für die UdSSR. In diesem Jahr konnten sich die bundesdeutschen Athleten zum ersten Mal seit 1966 mit diesmal 54.277 zu 53.968 Punkten wieder einmal gegen ihre sowjetischen Gegner durchsetzen und verbesserten ihre Bilanz damit auf drei zu sieben. Auch die Mehrkämpferinnen der beiden Länder trafen sich am selben Termin in Bernhausen zu einem eigenen Vergleich.

## Fünfkampf-Länderkampf der Frauen gegen die Sowjetunion
Im achten Vergleich dieses Jahres traten die bundesdeutschen Fünfkämpferinnen wie ihre männlichen Mehrkampfkollegen am 18./19. Juni in Bernhausen gegen die Sowjetunion an. Acht Begegnungen zwischen diesen Teams hatte es zuvor gegeben, fünf hatte die Sowjetunion gewonnen, drei die Bundesrepublik Deutschland. Im Gegensatz zu den Zehnkämpfern mussten sich die bundesdeutschen Mehrkämpferinnen auch diesmal wieder geschlagen geben. Mit 17.394 zu 17.770 Punkten fiel diese Niederlage allerdings knapp aus. Die Bilanz verschlechterte sich weiter auf nun drei zu sechs.

## Geher-Länderkampf der Frauen gegen Dänemark
Im neunten Vergleich kam es am 25. Juni zum zweiten Vergleich der bundesdeutschen Geherinnen in diesem Jahr, zu ihrem dritten insgesamt. Gegnerinnen waren zum ersten Mal Sportlerinnen aus Dänemark. Gastgeber war der kleine dänische Ort Omme. Der Ausgang dieser Begegnung war äußerst eng, mit neunzehn zu achtzehn Punkten setzten sich am Ende die Däninnen durch.

## Leichtathletik-Länderkampf der Männer gegen die USA
Der zehnte Saisonvergleich brachte den bundesdeutschen Leichtathleten wieder einen Länderkampf mit der weltstärksten Leichtathletiknation USA. Die vorangegangenen neun Begegnungen hatten für die Bundesrepublik alle mit Niederlagen geendet. Im Ruhrgebiet kam es am 25./26. Juni in Gelsenkirchen zu diesem Aufeinandertreffen. Die USA siegte auch diesmal wieder. Mit 104 zu 118 Punkten fiel die bundesdeutsche Niederlage allerdings moderat aus. Die Frauen trugen am selben Ort parallel einen Länderkampf mit den US-Amerikanerinnen aus.

## Leichtathletik-Länderkampf der Frauen gegen die USA
Im elften Saisonvergleich traten die bundesdeutschen Frauen wie ihre männlichen Kollegen am 25./26. Juni in Gelsenkirchen gegen die USA an. Die Bilanz der sieben vorangegangenen Begegnungen gegen die USA lautete sechs zu eins für die Bundesrepublik. Auch in Gelsenkirchen gab es mit 84 zu 61 Punkten wieder einen bundesdeutschen Erfolg, sodass die Bilanz nun sieben zu eins für die Bundesrepublik lautete.

## Geher-Länderkampf der Männer gegen Schweden und Ungarn
Im zwölften Länderkampf waren zum zweiten Mal die männlichen Geher an der Reihe. Am 2. Juli wurde in Äppelbo zum zweiten Mal ein Dreiervergleich zwischen Deutschland, Schweden und Ungarn ausgetragen. Mit den Schweden hatte es zuvor bereits vierzehn Zweiländervergleiche der Geher gegeben, von denen Deutschland acht gewonnen hatte und Schweden sechs. Zwischen Ungarn und Deutschland hatte es zuvor keine Zweiländerkämpfe im Gehen gegeben. Im Gesamtresultat der beiden Wettbewerbe dieser Veranstaltung setzte sich wie im Vorjahr das Team aus Ungarn mit diesmal 36 Punkten durch. Mit je 28 Punkten lagen Schweden und die Bundesrepublik Deutschland acht Punkte dahinter gemeinsam auf dem zweiten Platz. Auch die Frauen trugen am selben Tag und selben Ort einen eigenen Länderkampf aus.

## Geher-Länderkampf der Frauen gegen Schweden
Der dreizehnte Saisonvergleich war der bereits dritte Länderkampf der bundesdeutschen Geherinnen in diesem Jahr und der vierte insgesamt. Wie ihre männlichen Kollegen traten sie am 2. Juli in Äppelbo gegen Schweden an. Ungarn war an dieser Begegnung nicht beteiligt. Dieses Aufeinandertreffen hatte es bereits im Vorjahr einmal gegeben, als Schweden sich mit der Maximalpunktzahl durchgesetzt hatte. Auch in diesem Jahr war das nicht anders. Mit sechzehn zu sechs Punkten gewannen die schwedischen Geherinnen auch diesen zweiten Wettkampf gegen ihre bundesdeutschen Gegnerinnen.
Nach dieser Begegnung gab es eine längere Länderkampfpause, in der am 13./14. August die Wettkämpfe des Leichtathletik-Europacups stattfanden.

## Leichtathletik-Länderkampf der Männer gegen Belgien und die Niederlande
Im vierzehnten Saisonvergleich trafen sich die Männer der Bundesrepublik Deutschland, Belgien, und der Niederlande zu ihrem sechsten Dreiländerkampf. Am 27. August kamen die drei Nationen in Bamberg zusammen. Wegen des an den nächsten beiden Tagen in London ausgetragenen Länderkampfs gegen Großbritannien trat die Bundesrepublik Deutschland in einer Zweitbesetzung an. Alle vorangegangenen Begegnungen hatte die Bundesrepublik vor Belgien und den Niederlanden gewonnen. Auch in Zweiervergleichen gegen diese Gegner hatte die Bundesrepublik immer die Oberhand behalten. In diesem Jahr riss diese Serie ab. Zum ersten Mal setzten sich die belgischen Leichtathleten vor dem in einer Zweitbesetzung angetretenen bundesdeutschen Team ganz knapp durch. 170 Punkte hatte Belgien gesammelt, 167 Punkte die Bundesrepublik Deutschland. Mit 83 Punkten landeten die Niederländer abgeschlagen auf dem dritten und letzten Platz.

## Leichtathletik-Länderkampf der Männer gegen Großbritannien
Eine gute Woche nach Durchführung des Europacups und eine knappe Woche vor den Wettkämpfen des Weltcups traten die Männer im fünfzehnten Ländervergleich der Saison 1977 in London zum zwölften Mal in einem allgemeinen Länderkampf gegen Großbritannien an. Das Team der Bundesrepublik trat nicht in seiner Toppbesetzung an, unter anderem fehlten die für einen Einsatz im Weltcup vorgesehenen Athleten komplett. Elf der vorangegangenen Begegnungen waren an Deutschland gegangen, eine an Großbritannien. Das letzte Aufeinandertreffen lag schon einige Jahre zurück und hatte 1971 ebenfalls in London mit einem bundesdeutschen Sieg geendet. Doch in diesem Jahr sah das anders aus und die bundesdeutschen Männer verloren auch ihren letzten Länderkampf mit dem allgemeinen leichtathletischen Programm in diesem Jahr sehr deutlich mit 86 zu 125 Punkten. Auch die Frauen der beiden Nationen trugen ebenfalls in London gleichzeitig einen Länderkampf in getrennter Wertung aus.

## Leichtathletik-Länderkampf der Frauen gegen Großbritannien
Im sechzehnten und gleichzeitig letzten Saisonvergleich kam es zur dreizehnten Begegnung der bundesdeutschen Leichtathletinnen mit Großbritannien. Wie der parallel laufende Länderkampf der Männer zwischen diesen beiden Nationen wurde auch das Aufeinandertreffen der Frauen am 28./29. August in London ausgetragen. Das bundesdeutsche Frauenteam trat hier ebenfalls nicht in Bestbesetzung an. Die bisherige Bilanz lautete nach einem bundesdeutschen Erfolg im letzten Vergleich 1974 sieben zu fünf für die Bundesrepublik. Doch wie die Männer mussten sich auch die bundesdeutschen Frauen hier in London mit 54 zu 81 Punkten klar geschlagen geben. In der Bilanz stand es damit nur noch sieben zu sechs für die Bundesrepublik Deutschland.